# KFC Grobbendonk
Maillots
Dernière mise à jour : 3 août 2017.
Le Koninklijke Football Club Grobbendonk est un club de football belge, basé à Grobbendonk, dans la banlieue anversoise. Il évolue en quatrième provinciale lors de la saison 2017-2018, le plus bas niveau du football belge, mais a disputé 7 saisons dans les divisions nationales au cours de son Histoire.

## Histoire
Le club est fondé le 18 juin 1924 sous le nom de Football Club Nut en Vermaak Grobbendonk. Il s'affilie ensuite à l'Union Belge, et débute en 1925 au plus bas niveau régional. En décembre 1926, il reçoit le matricule 380. Après trois saisons, il monte d'un niveau dans la hiérarchie, puis rejoint la deuxième provinciale, à l'époque dernier niveau avant les séries nationales, en 1934. Mis à part une saison au niveau inférieur, le club évolue parmi l'élite provinciale, rebaptisée « première provinciale » en 1952, jusqu'en 1953. Cette année-là, le club remporte le titre de la province et est accède pour la première fois de son Histoire à la Promotion, le quatrième niveau national créé un an plus tôt.
Le club assure rapidement son maintien, et termine sa première saison en Promotion à la sixième place, ce qui constitue toujours sa meilleure performance. Le 17 mars 1954, le club est reconnu « Société Royale ». Le 7 avril de la même année, il change son nom en Koninklijke Football Club Grobbendonk. Le club finit les deux saisons suivantes en milieu de classement, mais une avant-dernière place en 1957 le condamne à retourner en provinciales après quatre saisons en Promotion. Le club revient deux ans plus tard en nationales, et y signe un nouveau bail de trois saisons. En 1962, Grobbendonk finit quatorzième et est une nouvelle fois relégué. Il n'est plus jamais revenu en nationales depuis lors.
Par la suite, le club connaît une descente aux enfers sportive. Relégué en deuxième provinciale en 1964, il chute encore un niveau plus bas deux ans plus tard. Il remporte directement le titre de « P3 », et revient en « P2 ». Quatre ans plus tard, le club est de retour au plus haut niveau provincial. Grobbendonk passe ensuite six saisons en première provinciale, puis est relégué. En 1980, il subit une nouvelle relégation, et n'a plus dépassé la troisième provinciale depuis lors. En 1984, il est relégué pour la première fois en quatrième provinciale, le plus bas niveau du football belge. Durant les trois décennies qui suivent, le club alterne les périodes en « P3 » et en « P4 ». Depuis la saison 2006-2007, il évolue en quatrième provinciale.

## Résultats dans les divisions nationales
Statistiques mises à jour le 21 juin 2013

### Bilan
| Niv | Divisions     | Jouées | Titres | TM Up | TM Down |
| --- | ------------- | ------ | ------ | ----- | ------- |
| I   | 1re nationale | 0      | 0      |       |         |
| II  | 2e nationale  | 0      | 0      |       |         |
| III | 3e nationale  | 0      | 0      |       |         |
| IV  | 4e nationale  | 7      | 0      |       |         |
| V   | 5e nationale  | 0      | 0      |       |         |
|     |               |        |        |       |         |
|     | TOTAUX        | 7      | 0      | 0     | 0       |

- TM Up : test-match pour départager des égalités, ou toutes formes de Barrages ou de Tour final pour une montée éventuelle.
- TM Down : test-match pour départager des égalités, ou toutes formes de Barrages ou de Tour final pour le maintien.

### Classements saison par saison
| Ordre               | Saison  | Nom du club       | Niveau            | Classement final | Remarques |
| ------------------- | ------- | ----------------- | ----------------- | ---------------- | --------- |
| 1                   | 1953-54 | FC NV Grobbendonk | Promotion série C | 6e/16            |           |
| 2                   | 1954-55 | KFC Grobbendonk   | Promotion série A | 10e/16           |           |
| 3                   | 1955-56 | KFC Grobbendonk   | Promotion série B | 9e/16            |           |
| 4                   | 1956-57 | KFC Grobbendonk   | Promotion série C | 15e/16           | Relégué!  |
| séries provinciales |         |                   |                   |                  |           |
| 5                   | 1959-60 | KFC Grobbendonk   | Promotion série B | 10e/16           |           |
| 6                   | 1960-61 | KFC Grobbendonk   | Promotion série C | 9e/16            |           |
| 7                   | 1961-62 | KFC Grobbendonk   | Promotion série D | 14e/16           | Relégué!  |
| séries provinciales |         |                   |                   |                  |           |

### Sources et liens externes
- (nl) « Fiche de l'équipe », sur Belgian Soccer Database (FC Nut en Vermaak Grobbendonk)
- (nl) « Fiche de l'équipe », sur Belgian Soccer Database (KFC Grobbendonk)
- (nl) [www.kfcgrobbendonk.be/ Site officiel du club]